# Siligo
Siligo är en kommun i Sassari på Sardinien, Italien. Kommunen ligger c:a 160 km norr om Cagliari och c:a 25 km sydöst om Sassari. Kommunen hade 863 invånare (2017).
Siligo gränsar till följande orter: Banari, Bessude, Codrongianos, Bonannaro, Mores, Ardara.

## Kända personer
- Gavino Ledda, författare
- Maria Carta, sångare och skådespelare